# Nationale Befreiungsfront (Syrien)

Flagge der Nationalen Befreiungsfront

Die Nationale Befreiungsfront (arabisch الجبهة الوطنية للتحرير, DMG al-Ǧabha al-waṭaniyya li-t-taḥrīr) ist eine syrische Rebellenkoalition und identifiziert sich als Teil der Freien Syrischen Armee im Syrischen Bürgerkrieg. Die Rebellengruppe wurde im Mai 2018 von 11 Rebellengruppen geformt. Sie spaltete sich von der islamistischen Haiʾat Tahrir asch-Scham Rebellengruppe ab und ist im Großraum Idlib im Nordwesten des Landes aktiv. Die Rebellenkoalition bekommt Unterstützung von der Türkei.

## Geschichte

Niederlage der NLF gegen die HTS Ende Dezember 2018 / Anfang Januar 2019 in der Region Idlib.

Anfang Januar 2019 gab es Kämpfe gegen die Haiʾat Tahrir asch-Scham (HTS). Die Nationale Befreiungsfront verlor viele ihrer Gebiete.
Die Nationale Befreiungsfront beteiligte sich bei der Rebellenoffensive im Juni 2019. Mehrere Dörfer konnten durch diese zurückerobert werden.
Am vierten Oktober gab die türkische Regierung bekannt, dass die Nationale Befreiungsfront nun Teil der Armee Syrische Nationale Armee geworden ist. Diese ist eine von der Türkei eingesetzte Rebellengruppe in Syrien. Diese sieht sich auch als Teil der Freien Syrischen Armee.